# Benito de San Juan
Benito de San Juan (... – Talavera de la Reina, 7 gennaio 1809) è stato un militare spagnolo.

## Biografia
Benito de San Juan iniziò la sua carriera militare come tenente colonnello degli ussari in Estremadura durante la Guerra degli Oranges (1801). Notato da Manuel Godoy, venne promosso colonnello e dal 1802 destinato a ricoprire la carica di comandante della guardia personale di Godoy. Promosso generale di brigata, nel 1805 venne nominato maresciallo di campo, ricoprendo l'incarico di ispettore della fanteria e della cavalleria di linea dell'esercito spagnolo.
Durante la Guerra peninsulare assunse il comando su gran parte delle forze spagnole in difesa di Madrid. Conoscendo la debolezza delle sue forze, di molto inferiori all'esercito francese (considerato la miglior forza dell'epoca) egli preparò il piano per una difesa indiretta della capitale spagnola, difendendo la strada che portava al passo di Somosierra. In quella che divenne poi nota come Battaglia di Somosierra egli perse gran parte della propria artiglieria e le sue forze rimasero disperse. San Juan stesso rimase ferito diverse volte durante la carica della cavalleria polacca.
Egli tentò di ritirare il rimanente delle sue forze verso Talavera de la Reina, ma l'esercito era così demoralizzato e composto in gran parte da coscritti e da contadini volontari che questi si gettarono in un ammutinamento. Il 7 gennaio 1809 la rivolta prese piede e gli ammutinati fecero loro prigioniero San Juan e lo uccisero per rappresaglia.